# 금감로
금감로(Geumgam-ro)는 경상북도 김천시 지좌동 감천삼거리 와 상주군 금수강산면 후평삼거리를 잇는 경상북도의 도로이다.

## 주요 경유지
경상북도
- 김천시 (지좌동 . 감천면 . 조마면) - 성주군 금수강산면

## 노선 경로
| 이름        | 접속 노선                 | 소재지     | 소재지                 | 비고 |
| ----------- | ------------------------- | ---------- | ---------------------- | ---- |
| 감천삼거리  | 국도 제4호선 (황산로)     | 김천시     | 지좌동                 |      |
| 감천 교차로 | 국도 제3호선 (김천순환로) | 김천시     | 감천면                 |      |
| 도평삼거리  | 무안로                    | 김천시     | 감천면                 |      |
| 용호교      |                           | 김천시     | 감천면                 |      |
| 용호삼거리  | 용호로                    | 김천시     | 감천면                 |      |
| 신기교      |                           | 김천시     | 조마면                 |      |
| 대방교      |                           | 김천시     | 조마면                 |      |
| 살티재      |                           | 김천시     | 조마면                 |      |
|             | 성주군                    | 금수강산면 |                        |      |
| 후평삼거리  | 성주군                    | 금수강산면 | 국도 제30호선 (성주로) |      |

## 주요 건물 및 시설
- 감천치안센터 (금감로 1547/광기리 601-1)
- 감천면 행정복지센터 (금감로 1552/광기리 591)
- 감천면보건지소 (금감로 1552/광기리 591)
- 농협 김천농협 감천지점 (금감로 1558/광기리 591-1)